# 128345 Danielbamberger
128345 Danielbamberger è un asteroide della fascia principale. Scoperto nel 2004, presenta un'orbita caratterizzata da un semiasse maggiore pari a 2,5851015 UA e da un'eccentricità di 0,1583526, inclinata di 8,34846° rispetto all'eclittica.